# Parque arqueológico de Facatativá
El Parque Arqueológico de Facatativá o Piedras del Tunjo es un conjunto de pictogramas cuyo origen exacto se desconoce. Su antigüedad tampoco se ha determinado, pero podrían datar de aproximadamente 12 000 años, ubicado en el municipio de Facatativá, en el departamento de Cundinamarca, Colombia. El conjunto arqueológico está en un nivel de deterioro muy avanzado y la mayoría de los pictogramas han sido destruidos.

## Origen
El parque es una de las mayores concentraciones de pictografías en un área urbana. Su antigüedad puede alcanzar los 12000 años. No se puede determinar exactamente la época de las pictografías, no es posible establecer si son muiscas o del periodo Herrera. Tampoco es posible comprobar si las diferentes pictografías corresponden a una o varias épocas. 
El Parque Arqueológico de Facatativá fue creado en 1946 tras un proceso de expropiación iniciado por el ministro de educación Germán Arciniegas, que se concretó solo hasta 1969. Su administración pasó a manos del Instituto Etnológico Nacional (más tarde Instituto Colombiano de Antropología e Historia ICANH) al tiempo que fue declarado Parque Arqueológico, luego pasó al Instituto Colombiano de Cultura (Colcultura) que lo entrega a la Corporación Autónoma Regional CAR en comodato desde 1972. Durante todos estos años el terreno, las piedras y las pictografías han sufrido graves deterioros.

## Características
El parque ofrece un sendero que recorre las pictografías más importantes, a pesar del marcado deterioro del que han sido víctimas durante los últimos 40 años.
Las rocas fueron lugar espiritual de los Muiscas, quienes habitaban en el área a la llegada de los españoles. Algunas piedras contienen pinturas rupestres cuya significación se ha perdido ya que los referentes históricos se han diluido con el tiempo. Se presume su significado de acuerdo a símbolos universales, pero en el caso concreto del parque son solo especulaciones.

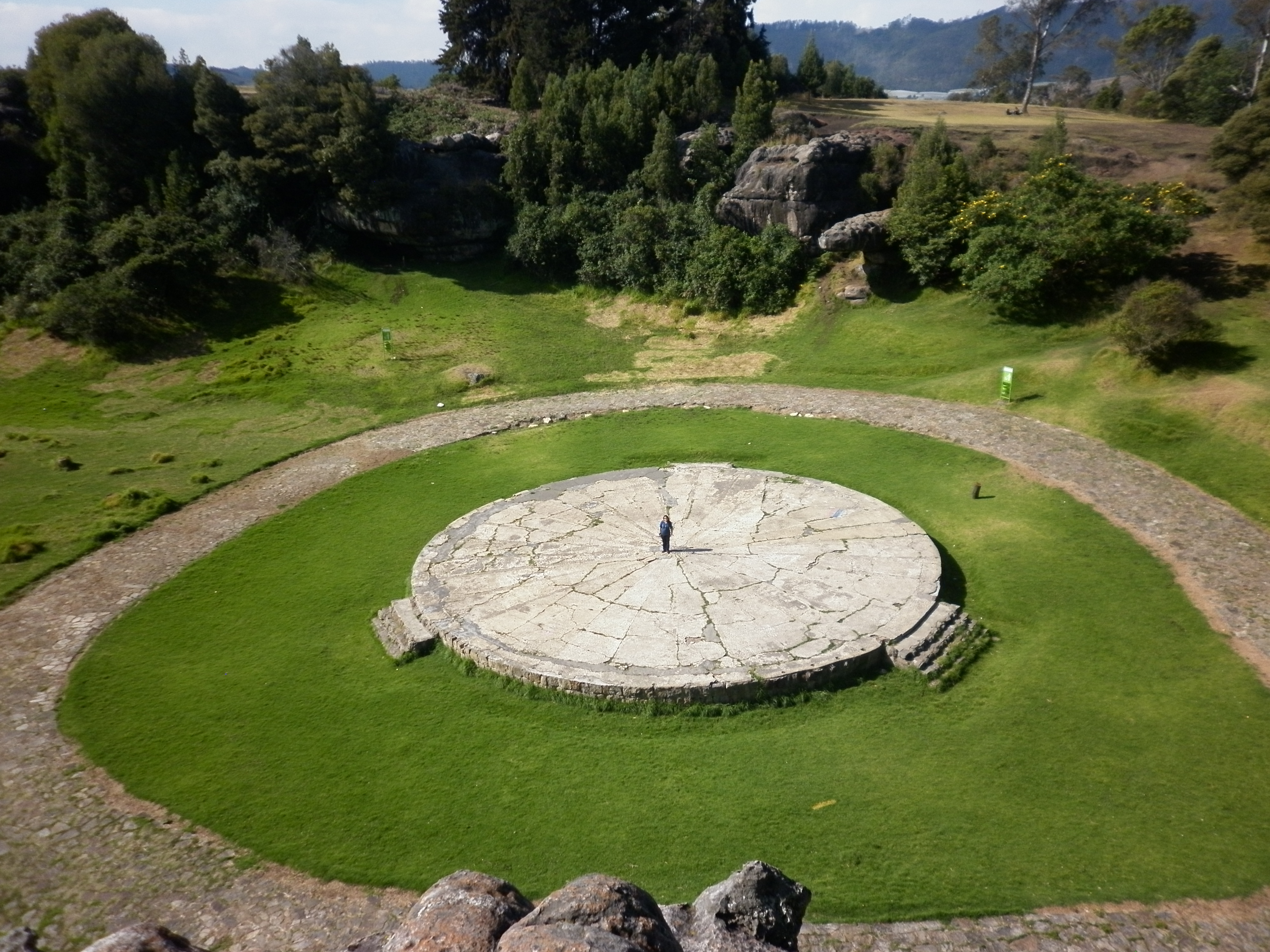
Rotonda central del parque.

Debido a la negligencia administrativa, jamás hubo una política de protección de esta joya arqueológica y la mayoría de estas pictografías deterioradas, aún tienen esperanza de restuauración, pero este es un proceso largo y costoso que las administración parece no querer asumir.
El vandalismo del que han sido objeto los pictogramas del Parque, es la principal y más agresiva causa de deterioro. Las fuentes naturales si bien inciden en su conservación, no presentan un efecto tan fuerte sobre la lectura de los conjuntos, ya que han estado expuestos a estas durante toda su historia y solo hasta hace 60 años han sufrido deterioro acelerado.
En el parque se encuentran bancos horizontales de rocas sedimentarias meteorizadas (principalmente areniscas) de la Formación Guadalupe, rodeados de sedimentos arcillosos rojizos. Las rocas están esparcidas irregularmente por todo el parque. La escalada en las rocas se ha constituido en uno de los aspectos deteriorantes, por ello esta costumbre no es deseable en procura de la conservación del patrimonio arqueológico.

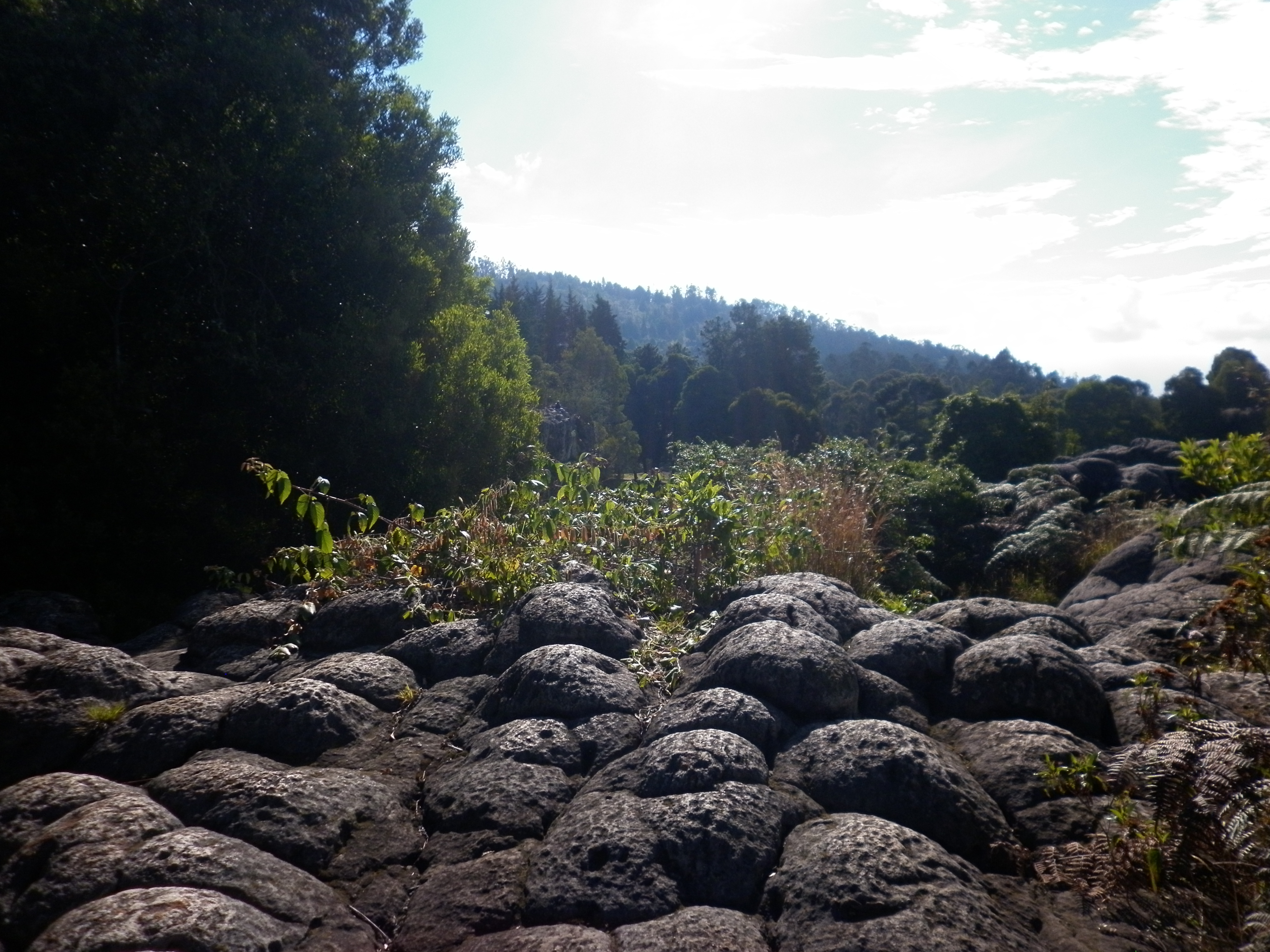
Características morfológicas de las rocas.

Los pictogramas son de color rojo, salvo algunos encontrados en la piedra 16 después de la restauración del año 2004 de color blanco, no se descarta que existan más, o de otros colores en las demás piedras. La pintura es opaca y consistente, es posible que la técnica de aplicación sea seco, los pigmentos se pueden ubicar como sustancias minerales (óxidos de hierro, manganeso cinabrio, carbón y arcillas), animales (sangre, huevos, grasa) o vegetales (grasas, colorantes) sin aglutinantes orgánicos, tal como se ha concluido con estudios previos realizados sobre otras pictografías del altiplano. Sin embargo la técnica particular se puede confirmar o descartar tras pruebas de laboratorio.
Algunas pinturas presentan bordes poco definidos pero estables, esto se debe posiblemente a un lavado de los pictogramas momentos posteriores al ser realizados. Esta alteración si bien perjudica la lectura de algunas pictografías, no se constituye en un deterioro grave.

## Deterioro

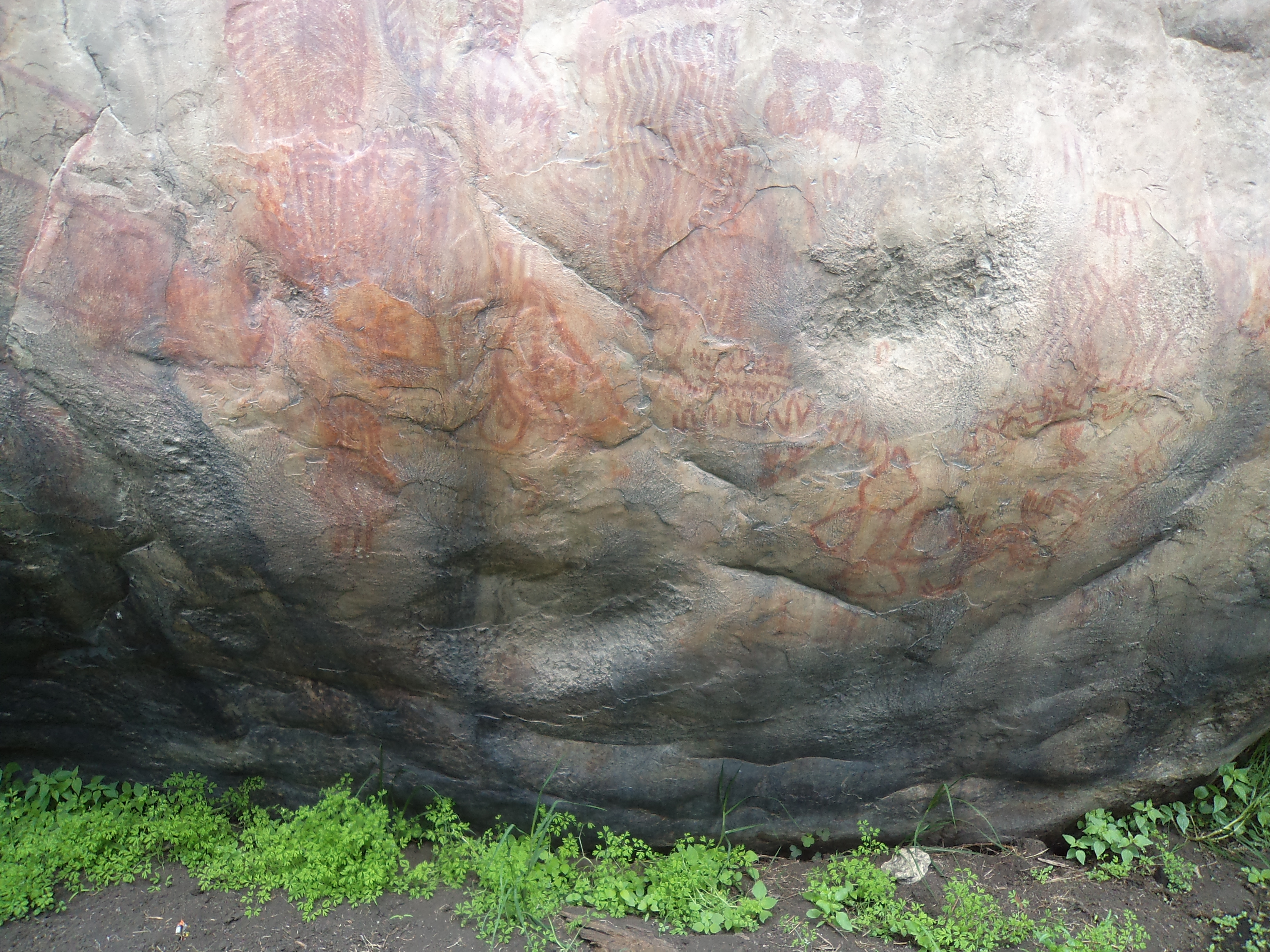
Arte rupestre.

Las causas de deterioro de los pictogramas son:
- La vegetación ubicada en la parte superior de las piedras, genera deterioros físicos, químicos y biológicos sobre el sustrato. El crecimiento de raíces al cabo del tiempo, fractura la piedra. La descomposición de material orgánico afecta el sustrato pétreo y se pone en riesgo el arte rupestre.
- Hongos y líquenes proliferan en presencia de humedad, proporcionada por la capa vegetal antes mencionada, cubren las pinturas y sirven como sustrato orgánico para nueva vegetación, con las consecuencias ya nombradas. Escurrimientos causado por el arrastre del agua lluvia de tierra y material orgánico, paulatinamente deposita sobre la piedra una capa de material que limita la lectura de las pictografías.
- Las eflorescencias salinas (depósitos de sales), dan lugar a halos blanquecinos, que se depositan en la superficie de la piedra, tras un proceso de infiltración, capilaridad y perdida de agua de cristalización. Estas dificultan la lectura y provocan a futuro por endurecimiento, exfoliaciones y desprendimientos con la consecuente perdida de las pictografías. Es causada tanto por acción natural del escurrimiento de agua, como por la práctica común de humedecer los pictogramas para hacerlos visibles.
- Excrementos de aves depositadas ya que naturalmente los abrigos rocosos ofrecen refugio a diversas especies de aves que dejan excrementos, que al descomponerse, deterioran física y químicamente la roca.
- La exfoliación, presente en la capa más superficial de la piedra, causada por la expansión de agua intersticial, sometida a bajas temperaturas, comunes en el lugar. Este es un deterioro común a todas las piedras del parque y no obedece a una época específica, ya que se encuentra pintura rupestre sobre superficies previamente exfoliadas. También se evidencian alteraciones mucho más recientes, acentuadas por el cambio brusco de temperatura producido por las fogatas encendidas los fines de semana durante cerca de 30 años (calores intensos de hogueras por espacio de 5 o 6 horas diarias, con temperaturas entre 50 y 80 °C durante el día, que pueden bajar hasta -5 °C en las madrugadas, con humedades relativas entre el 60 y 80%), genera un choque térmico que rompe la piedra. Por esta razón a partir del año 2007 se prohibió la práctica de fogatas al interior del parque.

### Vandalismo

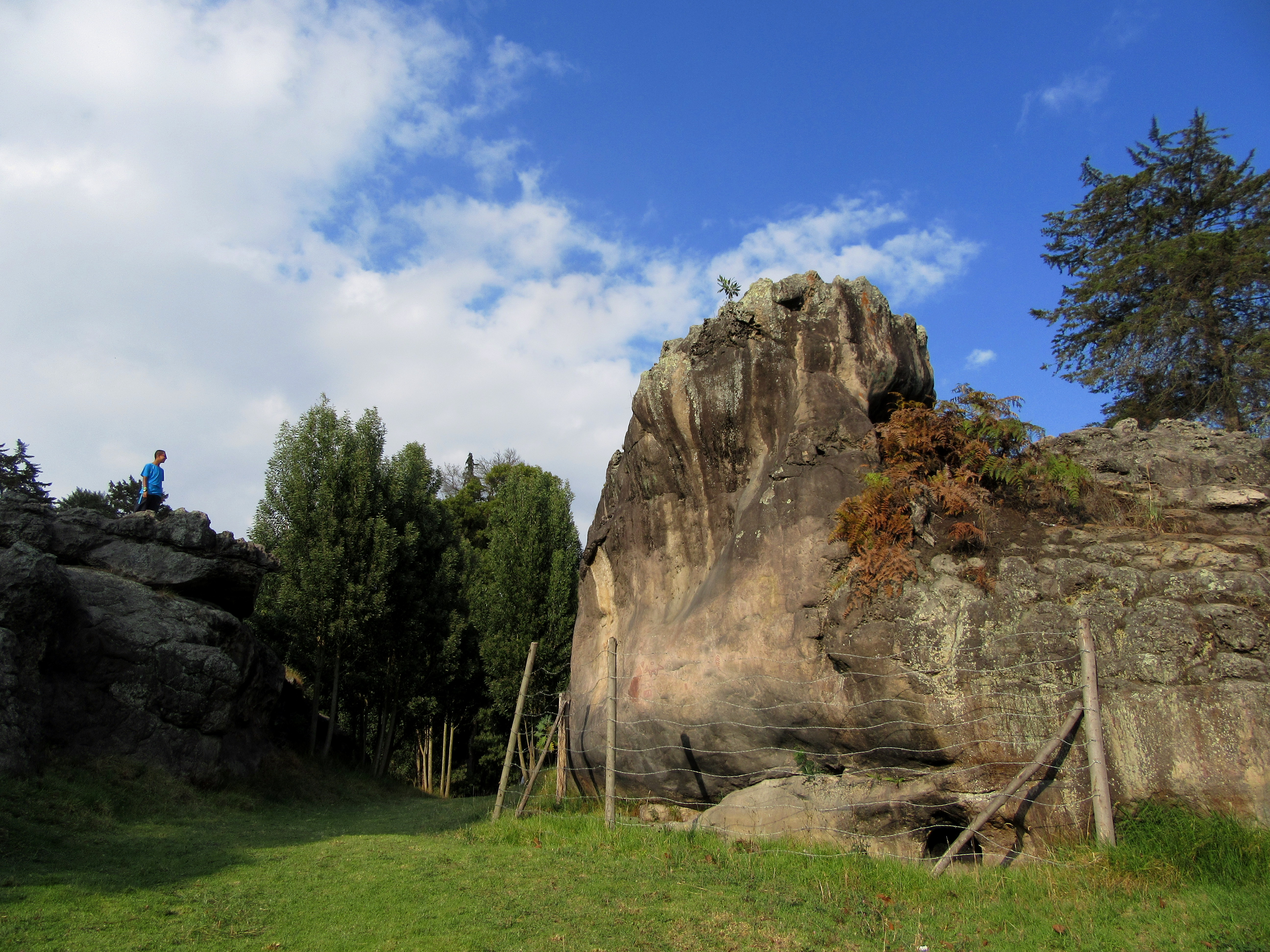
Pictogramas borrados casi por completo.

El vandalismo del que han sido objeto los pictogramas del Parque, es la principal y más agresiva causa de deterioro. Las fuentes naturales si bien inciden en su conservación, no presentan un efecto tan fuerte sobre la lectura de los conjuntos, ya que han estado expuestos a estas durante toda su historia y solo hasta hace 60 años han sufrido deterioro acelerado.
Las marcas e inscripciones, son quizá la mayor alteración de la pintura rupestre y de hecho la más agresiva. Hechas con diferentes materiales que van desde rayados con objetos corto punzantes, hasta aerosol, pasando por marcador, vinilos, tiza, pinturas acrílicas entre otras. Las incisiones comprometen la superficie rayada y las pinturas, son hechas con navajas o vidrios rotos muy abundantes en el lugar. Como resultado de la práctica permisiva de hacer fogatas e el sector, los depósitos de hollín se ha depositado humo sobre las piedras. 
Menos evidentes que el aerosol, pero no menos deteriorantes, las incisiones comprometen la superficie rayada y las pinturas rupestres. Hechas con navajas o vidrios rotos muy abundantes en el lugar. Gracias a la práctica de asados permitida hasta junio de 2007, abunda en el parque carbón utilizado para hacer inscripciones. Son alteraciones menos agresivas que las anteriores.
Marcas hechas con elementos escolares como tiza, resaltadores, crayolas, bolígrafos, corrector líquido, lápiz, pintura para tela, pinturas a base de agua o aceite, genera alteraciones muy visibles y señal del vandalismo deliberado, puesto que estos materiales deben ser ingresados intencionalmente al interior del parque. Su aplicación es diversa (brochas, goteros, palos, dedos).
También existen materiales agregados, entre los que encontramos barro, que fue aplicado hace relativamente poco tiempo, puesto que el parque fue destinado como locación para grabaciones y adaptado por los equipos de producción que cubrieron las piedras con barro, este penetra profundamente cubriendo el arte rupestre. Adicionalmente al quedar zonas relativamente «limpias», los vándalos encuentran superficies ideales para hacer grafitis, agravando el problema. Los producidos con aerosol son las más visibles por su contraste de color, ocupan mayor área, son unas de las más agresivas ya que al ser aplicadas a presión, penetran profundamente en la piedra.
Seguramente con el propósito de robar las pictografías, las piedras son objeto de agresiones físicas intencionadas. Paradójicamente los terrenos del parque fueron expropiados, porque eran explotados como canteras, lo que pudo destruir piedras completas con pictografías. Sin embargo, esta práctica se creía común hasta la segunda mitad de la década de 1980, sin embargo en los meses de febrero y marzo de 2012, varias piedras ubicadas en los linderos del parque fueron dinamitadas para comercializar la piedra para la construcción de viviendas de lujo.